# Галкин, Михаил Сергеевич
Михаил Сергеевич Га́лкин (1866—1920) — генерал-майор Русской императорской армии, участник белого движения в составе Вооружённых сил Юга России; военный публицист, журналист, переводчик, редактор журнала «Война и мир» и редактор-издатель журнала «Братская помощь».

## Биография
Михаил Галкин родился 21 декабря 1866 года в семье купца 1-й гильдии Петербургской губернии.
Учился сперва в Петровском коммерческом училище, затем окончил Санкт-Петербургское пехотное юнкерское училище (переименованное позднее во Владимирское военное училище), после чего был выпущен в 27-й пехотный Витебский полк, где 12 ноября 1889 года получил чин подпоручика, а 1 сентября 1893 года — поручика.
В 1900 году Михаил Сергеевич Галкин успешно окончил Николаевскую Академию Генерального Штаба Русской императорской армии.
Принимал участие в Русско-японской и Первой мировой войнах.
С 02 сентября 1912 по 23 декабря 1914 года занимал должность начальника штаба 46-й пехотной дивизии русской армии, после чего до 16 февраля 1916 года полковник Галкин командовал 71-м Белёвским пехотным полком.
В 1916 году Галкин был произведён командованием в генерал-майоры с назначением начальником штаба 10-й пехотной дивизии.
С 27 июля 1916 по 18 сентября 1916 года — начальник штаба 20-й пехотной дивизии. Сразу после этого был назначен на ту же должность в Гренадерский корпус, но оставался на ней менее месяца.
После октябрьского переворота 1917 года сражался против большевиков в рядах белого движения в составе Вооружённых сил Юга России.
Михаил Сергеевич Галкин умер в середине января 1920 года в городе Одессе.
Как военный писатель известен многочисленными публикациями в российских журналах; помимо этого М. С. Галкин некоторое время редактировал журналы «Война и мир» и «Братская помощь».

## Награды
- 1902 — Ордена Святого Станислава 3-й степени;
- 1906 — Орден Святого Станислава 2-й степени с мечами;
- 1906 — Орден Святой Анны 2-й степени с мечами;
- 1912 — Орден Святого Владимира 4-й степени;
- 1914 — Орден Святого Владимира 3-й степени с мечами;
- 1914 — Мечи и бант к ордену Святого Владимира 4-й степени;
- 1915 — Орден Святой Анны 4-й степени;
- 1916 — Орден Святой Анны 1-й степени с мечами[2].

## Избранная библиография
- «Боевая служба 27-го пехотного Витебского полка 1703—1903» (СПб.., 1908);
- «Справочная книга по тактике австро-венгерской армии» Шмида (перевод под его редакцией; Киев, 1911);
- «Измаил и его военно-исторические памятники» (Одесса, 1902 г.);
- «Хейгоутай-Сандепу с 12 по 15 января 1905 года» (СПб.., 1910 год)[5].